# Ханссон, Пер Альбин
Пер Альбин Ханссон (швед. Per Albin Hansson; 28 октября 1885, Мальмё — 6 октября 1946, Стокгольм) — шведский политический и государственный деятель; председатель Социал-демократической рабочей партии Швеции и премьер-министр Швеции в 1932—1936 и 1936—1946 годах. Параллельно с «Новым курсом» Франклина Делано Рузвельта в США провёл ряд социально-экономических реформ, которые позволили Швеции первой восстановить нормальное функционирование экономики после «Великой депрессии».

## Ранние годы

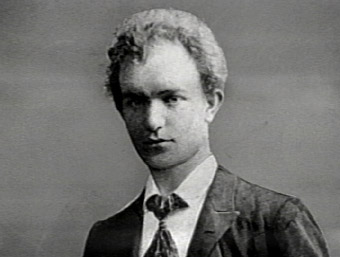
Ханссон в молодости

Пер Альбин Ханссон родился 28 октября 1885 года в Фоси близ Мальмё в семье рабочего-каменщика. Финансовое положение семьи позволило Перу Альбину окончить лишь четырёхлетнюю школу, после чего он отправился работать служащим на склад. В 1903 году стал одним из соучредителей Социал-демократического союза молодёжи Швеции, а вскоре вступил в Социал-демократическую рабочую партию. В 1905—1909 годах редактировал журнал «Фрам» («Вперёд»), издаваемый СДСМШ.

## Рост в партии
Деятельность в качестве партийного журналиста принесла Ханссону признание в партийной среде, и с 1908 года он был членом Правления Социал-демократической рабочей партии Швеции, а с 1911 — Исполнительного комитета партии. В 1914 году он был назначен председателем городской парторганизации СДРПШ. Вскоре он заменил Карла Яльмара Брантинга на посту главного редактора печатного органа СДРПШ «Социал-демократия» («Social-Demokraten»). В 1918 году он был избран во вторую палату шведского Риксдага.
Пер Альбин Ханссон приветствовал революционные события 1917 года в России и некоторое время был близок к радикальному крылу партии. В частности, он требовал замены монархии республикой в противовес позиции Брантинга, бывшего руководителем СДРПШ и правительства. Тем не менее, Ханссон в своих выступлениях называл коалицию с либералами более предпочтительной, чем коалицию с коммунистами. В 1920 году Ханссон был назначен министром обороны в социал-демократическом кабинете Брантинга, сохраняя пост до 1926 (с перерывами в 1920—1921, 1923—1924 и 1925). На этой должности он активно добивался сокращения расходов на наращивание военного потенциала в пользу социальной сферы.
После смерти Брантинга в 1925 году Ханссон возглавил СДРПШ. Для укрепления позиций партии в 1929 году Ханссон написал ряд программных статей, в которых обосновывал свою концепцию «Дома для народа» (Folkhemmet), предусматривавшую создание общества всенародного благоденствия путём осуществления социального партнёрства между рабочими и предпринимателями. Именно ему было суждено стать первым левоцентристским политиком, получившим возможность реализовать принципы умеренной социал-демократии в государственном управлении.

## Экономические реформы
На фоне всемирного экономического кризиса, начавшегося в 1929 году и вызвавшего ухудшение положения трудящихся Швеции, СДРПШ на парламентских выборах 1932 года предлагала реальную программу восстановления экономики с помощью введения государственного регулирования экономики. Буржуазные партии согласились на создание нового правительства во главе с социал-демократами, и в 1932 году Пер Альбин Ханссон впервые возглавил правительство. Пост премьер-министра (с кратким перерывом в 1936) он сохранял до конца жизни, а сама Социал-демократическая партия стала ведущей партией Швеции, формируя вплоть до 1976 года исполнительную власть самостоятельно или во главе прочной коалиции.
Программа выхода из экономического кризиса Ханссона предусматривала увеличение социальных расходов, введение всеобщих пенсий, пособий по безработице, создание новых рабочих мест путём организации общественных работ, а также стимулирование экономики с помощью незначительного дефицита государственного бюджета. Народу надо было дать денег. Таким образом, министр финансов в кабинете Ханссона, Эрнст Вигфорс, ответственный за проведение этих преобразований, был, по сути, первым кейнсианцем, проводившим кейнсианскую политику ещё до написания Джоном Мейнардом Кейнсом его главного сочинения.

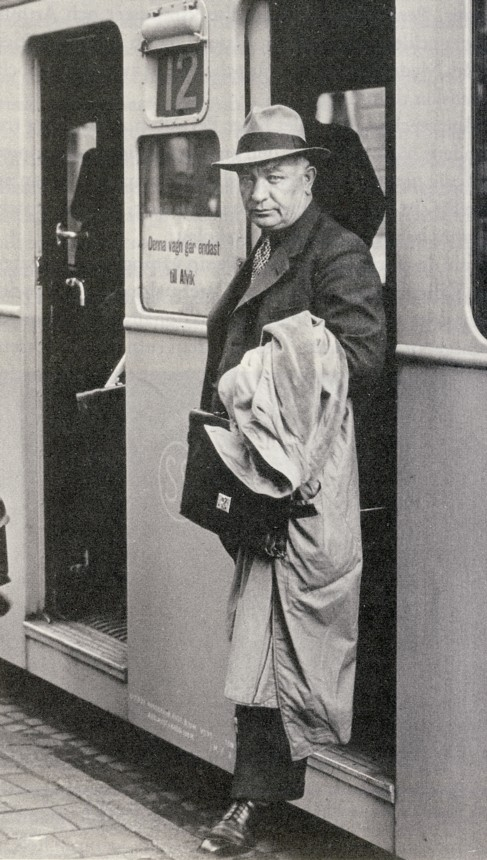
Ханссон, выходящий из трамвая. Фотография примерно 1945 года

В результате успешного осуществления программы социал-демократов Швеция окончательно преодолела экономический кризис к 1934 году, а СДРПШ в 1941 году впервые завоевала абсолютное большинство в парламенте. Тем не менее, Ханссон не сформировал однопартийного правительства, а образовал коалицию «национального единства» с тремя центристскими партиями. Первое однопартийное правительство социал-демократы сформировали только в 1945 году.

## Внешняя политика
В 1932—1939 годах Ханссон активно выступал в поддержку курса на разоружение и международное сотрудничество в формате Лиги Наций. В условиях немецкой экспансии в Европе Швеция под руководством Ханссона с 1939 года готовилась к оборонительным действиям (см. Сконская линия). Опасаясь немецкого вторжения из Норвегии и надеясь сохранить нейтралитет во Второй мировой войне, Ханссон дал разрешение немцам использовать шведские железные дороги для переброски войск на территорию Норвегии и Финляндии. В 1940 году премьер-министр отказал своему министру иностранных дел Рикарду Сандлеру в вопросе создания оборонительного союза с Финляндией против СССР. Хотя сосуществование с нацистским режимом противоречило убеждением большинства членов СДРПШ, но именно благодаря поставкам железной руды в Германию (составлявшим приблизительно 25 % импорта руды в Германию), продолжавшимся до 1943 года, Ханссону удалось избежать оккупации страны вермахтом. Дипломатические отношения Швецией с нацистской Германией были расторгнуты лишь накануне капитуляции 7 мая 1945 года.

## Кончина
Пер Альбин Ханссон до конца жизни жил весьма скромно и всегда пользовался общественным транспортом, как любой рядовой гражданин. Именно на остановке трамвая в Стокгольме 6 октября 1946 года у премьер-министра Швеции случился сердечный приступ, оборвавший его жизнь.